# Potencia mundial
|                |                            |                            |                              |                                |                        |
| País           | Población Mundial (% 2021) | PIB (PPA) Mundial (% 2020) | Financiamiento de la ONU (%) | Gasto Militar Mundial (% 2019) | Superficie Mundial (%) |
| Alemania       | 1                          | 4,4                        | 7,1                          | 2,6                            | 0,2                    |
| Brasil         | 2,7                        | 3,0                        | 2,9                          | 1,4                            | 5,6                    |
| China          | 18,4                       | 24,1                       | 5,1                          | 14                             | 6,3                    |
| Estados Unidos | 4,2                        | 20,8                       | 22,0                         | 38                             | 6,1                    |
| Francia        | 0,8                        | 2,9                        | 5,6                          | 2,6                            | 0,4                    |
| India          | 17,7                       | 8,6                        | 0,7                          | 3,7                            | 2                      |
| Italia         | 0,7                        | 2,0                        | 4,4                          | 1,4                            | 0,2                    |
| Japón          | 1,6                        | 5,2                        | 10,8                         | 2,5                            | 0,2                    |
| Reino Unido    | 0,8                        | 2,9                        | 5,4                          | 2,5                            | 0,2                    |
| Rusia          | 1,8                        | 4,0                        | 2,4                          | 3,4                            | 11                     |

Potencia mundial o gran potencia es el calificativo atribuido a un Estado o entidad política que tiene la capacidad de influir a escala mundial a través de su poderío militar o económico. Su influencia se ejerce sobre la diplomacia internacional: sus opiniones deben ser tenidas en cuenta por otras naciones antes de tomar una acción diplomática o militar. Una característica de una gran potencia es la habilidad de intervenir militarmente en cualquier lugar. Además, las grandes potencias poseen una influencia cultural que se manifiesta en forma de inversiones en partes menos desarrolladas del mundo.
La noción de que estas potencias cumplen un papel de liderazgo en la política internacional es antigua y controvertida. La doctrina de la Responsabilidad de proteger es una manifestación de la aplicación de este liderazgo que provoca controversias entre analistas. Del mismo modo, existe un extenso debate sobre el fenómeno de las "potencias emergentes" que son estados que parece probable que obtengan el estatus de potencia mundial.
En términos más actuales, una gran potencia puede ser un Estado con una economía fuerte, según su producto interno bruto, tomando en cuenta el valor monetario, el total de la producción corriente de bienes y servicios, una elevada población, y un poderoso ejército, incluyendo fuerzas aéreas, marítimas y satélites.
Las guerras pueden constituir circunstancias especiales en las que se construye un nuevo orden mundial y se redistribuyen los privilegios entre los Estados. En estos conflictos, los Estados pueden hacer valer sus activos circunstanciales, simbólicos o morales para otorgarse un papel en dicho orden. Así, el estatus anterior de un Estado como potencia mundial, su contribución a una victoria y las consideraciones de otras entidades internacionales constituyen activos que lo ayudan a obtener los privilegios de las grandes potencias, y que eventualmente podrían contribuir a su reconocimiento como una potencia mundial, a pesar de sus capacidades inferiores. El caso de Francia durante y después de la Segunda Guerra Mundial, es representativo de este marco conceptual al ser un Estado relativamente débil que ganó un papel protagónico en un orden de posguerra.
El equilibrio de poder mundial está cambiando, especialmente tras la pandemia de COVID-19 y la subsecuente crisis económica. Se están presenciando los nuevos papeles que Alemania, Arabia Saudita, Brasil, India, Japón, Sudáfrica y otros Estados están ejerciendo en la política global. En este contexto, la retórica de la competencia, amenaza con imponerse sobre los demás aspectos de la política exterior entre las potencias. Sin embargo, la nueva era de la competencia entre las grandes potencias comenzó a tomar forma a partir del inicio de la era posterior a la Guerra Fría.
Por otra parte, en la cuarta revolución industrial —el desarrollo de la inteligencia artificial, los “ecosistemas tecnológicos nacionales” y la guerra informática— afectara la política de las grandes potencias. La dependencia de los avances tecnológicos obliga a los estados a intervenir activamente todos los sectores de la sociedad ya que la automatización altera la economía.
La tabla a la derecha muestra una clasificación hipotética y muy limitada de las grandes potencias en la actualidad. Esta tabla representa esencialmente el poder duro de los diferentes países, es decir, el poder económico, militar y demográfico. No representa el poder blando, es decir, la influencia regional.

## Historia
| Potencias desaparecidas        | Continente                         | Periodo              |
| ------------------------------ | ---------------------------------- | -------------------- |
| Antiguo Egipto                 | África-Asia                        | 3100 a. C.-332 a. C. |
| Imperio babilónico             | Asia                               | 1792 a. C.‑539 a. C. |
| Estado púnico                  | África-Europa                      | 814 a. C.‑146 a. C.  |
| Imperio aqueménida             | Asia                               | 550 a. C.‑330 a. C.  |
| Antigua Atenas                 | Europa                             | 508 a. C.‑322 a. C.  |
| República romana               | África‑Asia‑Europa                 | 509 a. C.-27 a. C.   |
| Imperio romano                 | África‑Asia‑Europa                 | 27 a. C.-476         |
| Cultura Maya                   | América                            | 250-1697             |
| Imperio bizantino              | África‑Asia‑Europa                 | 395-1453             |
| Califato abasí                 | África‑Asia‑Europa                 | 750-1259             |
| Califato omeya                 | África‑Asia‑Europa                 | 750-1031             |
| Emirato de Córdoba             | África-Europa                      | 756-929              |
| Imperio carolingio             | Europa                             | 800-843              |
| Reino de León                  | Europa                             | 910-1230             |
| Califato de Córdoba            | África‑Asia‑Europa                 | 929-1031             |
| Sacro Imperio Romano Germánico | Europa                             | 962-1806             |
| Reino de Francia               | Europa                             | 987-1791             |
| Reino de Aragón                | Asia-Europa                        | 1035-1707            |
| Imperio almorávide             | Europa-Mediterráneo Oriental       | 1040-1147            |
| Reino de Castilla              | África-Europa                      | 1065-1230            |
| Imperio almohade               | Europa-Mediterráneo Oriental       | 1121-1269            |
| Imperio mongol                 | Asia-Europa                        | 1206-1368            |
| Corona de Castilla             | África-Europa                      | 1230-1715            |
| Imperio otomano                | África‑Asia‑Europa                 | 1281-1923            |
| Imperio azteca                 | América                            | 1325-1521            |
| Imperio chino                  | Asia                               | 1368-1644            |
| Imperio español                | África‑América-Asia‑Europa-Oceanía | 1492-1976            |
| Imperio portugués              | África‑América-Asia‑Europa         | 1500-1975            |
| Imperio incaico                | América                            | 1438-1533            |
| Imperio mogol                  | Asia                               | 1526-1858            |
| Imperio colonial francés       | África‑América-Asia‑Europa-Oceanía | 1534-1980            |
| Imperio británico              | África‑América-Asia‑Europa‑Oceanía | 1577-1997            |
| Imperio neerlandés             | África‑América-Asia‑Europa         | 1603-1975            |
| Imperio ruso                   | Asia-Europa                        | 1721-1917            |
| Primer Imperio francés         | Europa                             | 1804–1814            |
| Imperio del Brasil             | América                            | 1823–1889            |
| Segundo Imperio francés        | África‑América-Asia‑Europa‑Oceanía | 1852–1870            |
| Imperio austrohúngaro          | Europa                             | 1867–1919            |
| Imperio japonés                | Asia                               | 1868-1947            |
| Imperio alemán                 | África‑Asia‑Europa                 | 1871-1918            |
| Imperio italiano               | África-Europa                      | 1882-1947            |
| Unión Soviética                | Asia-Europa                        | 1922-1991            |
| Alemania nazi                  | Europa                             | 1933-1945            |

La historia de las grandes potencias engloba un período comprendido desde la Edad Antigua hasta la actualidad. Los conflictos entre las potencias, como las guerras napoleónicas, las guerras mundiales y la Guerra Fría, han cambiado fundamentalmente el curso de la historia universal. La rivalidad entre las potencias a menudo también ha estimulado el desarrollo social y la modernización.
En el Viejo Mundo, se considera a Asiria y Babilonia, la Antigua China, el Antiguo Egipto, la Antigua Grecia y el Imperio Romano, la Antigua India, Persia, entre otros, como las grandes potencias de la Edad Antigua. El Imperio de Alejandro consiguió conquistar la práctica totalidad de las entidades políticas del Mediterráneo Oriental, el Próximo Oriente y el Asia Central; pero tuvo una existencia efímera, escindiéndose en una multiplicidad de reinos helenísticos competitivos.
Tras la victoria de la República romana sobre el Imperio cartaginés (siglo III a. C.) y la conquista del Egipto ptolemaico (siglo I a. C.), el Imperio romano se convirtió en la única potencia del mundo mediterráneo (Mare nostrum), mientras que en su frontera oriental tuvo que disputarse la hegemonía con el Imperio parto. El Imperio romano de Occidente se dividió entre los reinos germánicos. Mientras el Imperio Bizantino decaía con la expansión musulmana y las Cruzadas, la lucha entre los poderes universales (pontificado e Imperio) caracterizó la Edad Media en Europa occidental. La anulación mutua de ambos llevó a las monarquías feudales a transformarse en poderosas monarquías autoritarias.
En el mundo islámico, la inicial unidad se fragmentó desde el siglo VIII, produciéndose una multiplicidad de Estados (Califato omeya de Córdoba, Califato fatimí, Califato abasí, Imperio otomano, etc.). Desde China hasta Europa Oriental se produjo la expansión del Imperio mongol, prontamente fragmentado. En el subcontinente indio se desarrollaron una pluralidad de Estados competitivos, la mayor parte de los cuales se englobó en el Imperio de Asoka. En Extremo Oriente se desarrolló una gran potencia continental, el Imperio Chino.
A partir de la Edad Media y en la posterior Edad Moderna, en Europa, las primeras potencias fueron varios de los antiguos Estados italianos (como las repúblicas marítimas de Amalfi, Génova, Pisa y Venecia; el Ducado de Milán, los Estados Pontificios o el Gran Ducado de Toscana, así como las llamadas comunas o ciudades-estado italianas), España y Portugal; luego, el poder pasó a Francia y posteriormente al Reino Unido, así como a Alemania, Austria-Hungría, Dinamarca, Holanda, Italia, Polonia, Rusia, Suecia y Turquía. En el Nuevo Mundo, se destacan el Imperio Azteca, el Imperio Incaico y la Cultura Maya como los más extensos imperios precolombinos.
Mientras la lucha por la hegemonía en el espacio mediterráneo y balcánico se esolvía mediante el mantenimiento del equilibrio entre el Imperio otomano y los Estados de los Habsburgo (guerras habsburgo-otomanas); en Europa Occidental se osciló entre la hegemonía francesa y la hegemonía española, actuando Inglaterra como un contrapeso para el equilibrio continental mientras obtenía su hegemonía marítima. El concepto de equilibrio continental quedó perfilado, junto al de las propias relaciones internacionales secularizadas, a partir de los tratados de Westfalia (1648) y los de Utrecht y Rastadt (1713-15). En Europa Septentrional y Oriental se fueron conformando potencias como el reino de Dinamarca, el reino de Suecia, el reino de Prusia, la confederación polaco-lituana y el Imperio ruso. La "arena exterior" (término acuñado por Immanuel Wallerstein como parte de la economía-mundo forjada por las potencias marítimas europeas a partir del siglo XVI) se disputaba inicialmente entre el Imperio portugués y el Imperio español; para ser posteriormente objeto de la dinámica penetración de los imperios holandés, francés y británico.
La formalización de la diferenciación de las potencias atendiendo a su peso o tamaño relativo se inicia en el Tratado de Chaumont de 1814; antes del cual se asumía que, en teoría, todo Estado independiente tenía idénticas responsabilidades en las relaciones internacionales. Desde las guerras napoleónicas y el Congreso de Viena (1814) las relaciones internacionales mantuvieron en su cúspide a cinco grandes potencias europeas: Francia e Inglaterra, que tras su inicial enfrentamiento terminaron por converger en una alianza estratégica (Entente Cordiale) y los tres grandes imperios de Europa Central y Oriental: el Imperio ruso, el Imperio austrohúngaro y Prusia, en cuyo entorno se creó el Imperio alemán.
En el siglo XX, las grandes potencias fueron: Alemania, los Estados Unidos, Francia, Italia, Japón, el Reino Unido y la Unión Soviética. Entre 1945 y 1989, la guerra fría dividió al mundo en dos semiesferas de influencia, los Estados Unidos y la Unión Soviética. Estos dos países fueron considerados como las superpotencias. Después de que se desintegrase la Unión Soviética a principios de 1990, Estados Unidos quedó como la única superpotencia restante de la Guerra Fría.
En el siglo XXI las situaciones son muy dinámicas. Las principales potencias son los Estados Unidos, China, Rusia, los países que componen el G-4 (Alemania, Francia, Italia y el Reino Unido, los cuales son miembros integrantes también del G-7), Japón, India y Brasil. Asimismo, Turquía es un importante punto estratégico entre Europa y Asia.

## Potencias mundiales

### A nivel económico
Desde el punto de vista económico, y con base en datos del Fondo Monetario Internacional del PIB nominal, en 2022, las primeras diez potencias mundiales fueron:Estados Unidos, China, Japón, Alemania, el Reino Unido, la India, Francia, Italia, Canadá y Corea del Sur. Por riqueza nacional las siete primeras son: los Estados Unidos, China, Japón, Alemania, el Reino Unido, Francia e Italia.
Tríada económica (América del Norte, Europa occidental y el Asia-Pacífico)
Como polo económico del sistema-mundo, la Tríada representaba en el año 2008, 66% del PIB mundial, bien por delante de los países del llamado BRICS (bloque de países emergentes compuesto por Brasil, Rusia, India, China, y Sudáfrica).
La Tríada es un importante polo de desarrollo industrial en alta tecnología, pues en el año 2008 concentraba 74% de las 500 principales empresas del mundo, y daba albergue a las principales casas-matrices de las firmas multinacionales o transnacionales:

### Poderío militar
| Países con armas nucleares del NPT —los miembros permanentes del Consejo de Seguridad de las Naciones Unidas— (China, los Estados Unidos, Francia, el Reino Unido y Rusia) Otros países con armas nucleares (la India, Pakistán y Corea del Norte) Otros países que se cree que tienen armas nucleares (Israel) Países en la Compartición nuclear de la OTAN (Alemania, Bélgica, Italia, los Países Bajos y Turquía) Países que alguna vez tuvieron armas nucleares (Bielorrusia, Ucrania, Kazajistán y Sudáfrica) |

Las potencias más militarizadas del mundo, según las estadísticas internacionales elaboradas por la agencia Credit Suisse, son: Estados Unidos, Rusia, China, Japón, India, Francia, Corea del Sur, Italia, el Reino Unido y Turquía.
Desde el punto de vista aeronaval, se consideran potencias con proyección internacional a los Estados Unidos, Rusia, Francia (con tres portahelicópteros y un portaaviones, además de varios submarinos nucleares, destructores, fragatas y un ala aérea embarcada de Rafale M), el Reino Unido (que posee dos portaaviones, además de submarinos nucleares y varios modernos destructores, fragatas y un ala aérea embarcada de F-35B), China (con sus dos portaaviones, submarinos nucleares y varias fragatas, destructores y un ala aérea embarcada de J-15), Italia (con dos portaaviones, tres buques de asalto anfibio, y varias modernas fragatas, destructores, submarinos y un ala aérea embarcada de F-35B) e India (con dos portaviones y varios buques de asalto anfibio, destructores, fragatas, submarinos y un ala aérea embarcada de MiG-29K).
Otros países con significativas capacidades aeronavales son: Japón, España, Corea del Sur, Australia y Turquía.
Cabe mencionar que, de los países dotados de armas nucleares y miembros permanentes del Consejo de Seguridad de las Naciones Unidas, sólo China,  Estados Unidos, Francia y Reino Unido se encuentran  también entre las diez mayores economías globales, debido a que Rusia suele ocupar, a nivel económico, posiciones más bajas que las primeras diez.